# Ouake (kommun i Benin)
Ouake är en kommun i Benin.   Den ligger i departementet Donga, i den centrala delen av landet, 400 km norr om huvudstaden Porto-Novo. I kommunen ligger orterna Ouaké, Tchalinga, Konde, Semere I och Semere II.